# Гольцгаузен-ан-дер-Гайде
Гольцгаузен-ан-дер-Гайде (нім. Holzhausen an der Haide) — громада в Німеччині, розташована в землі Рейнланд-Пфальц. Входить до складу району Рейн-Лан. Складова частина об'єднання громад Наштеттен.
Площа — 8,47 км2. Населення становить 1204 ос. (станом на 31 грудня 2020).

## Галерея

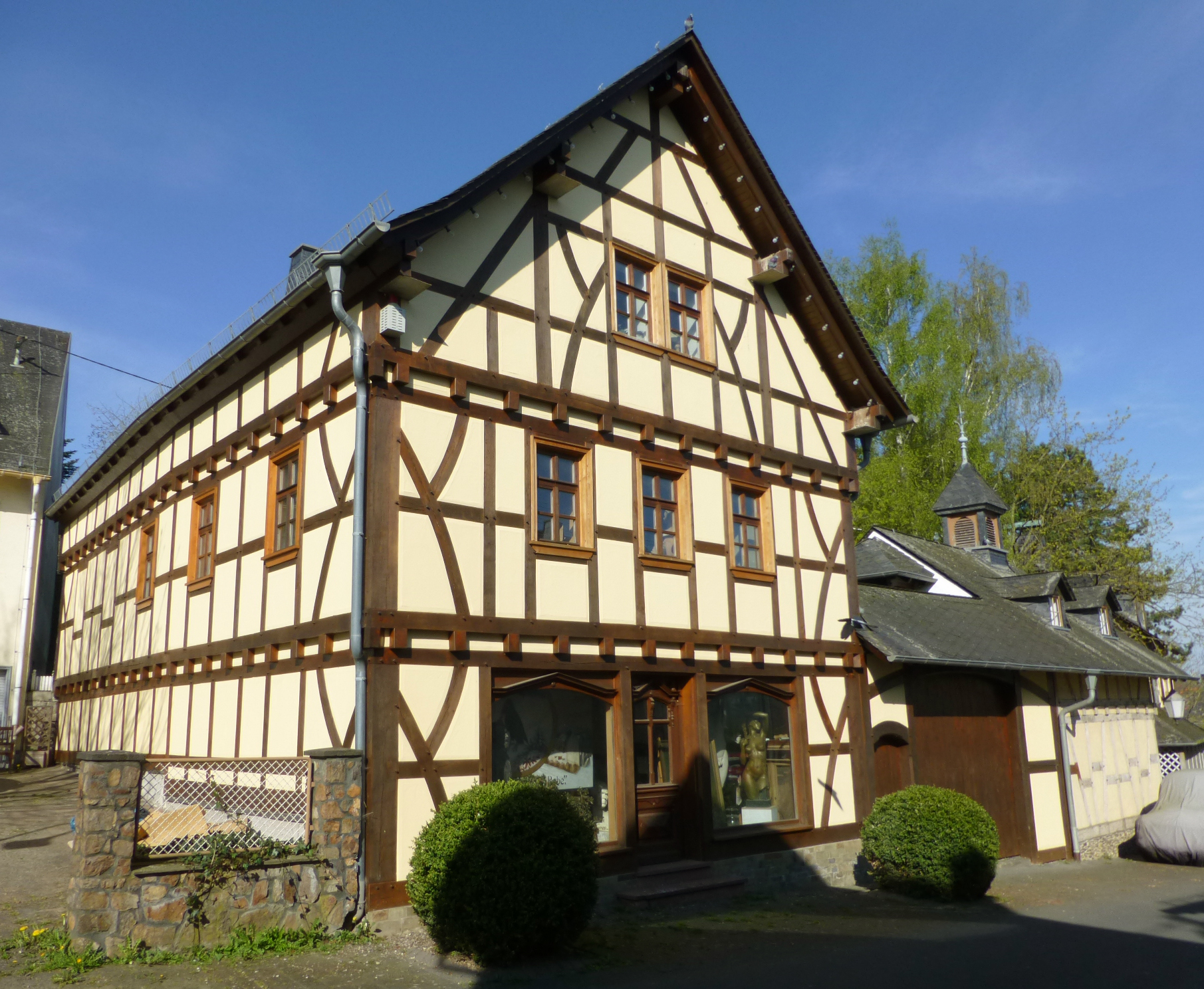
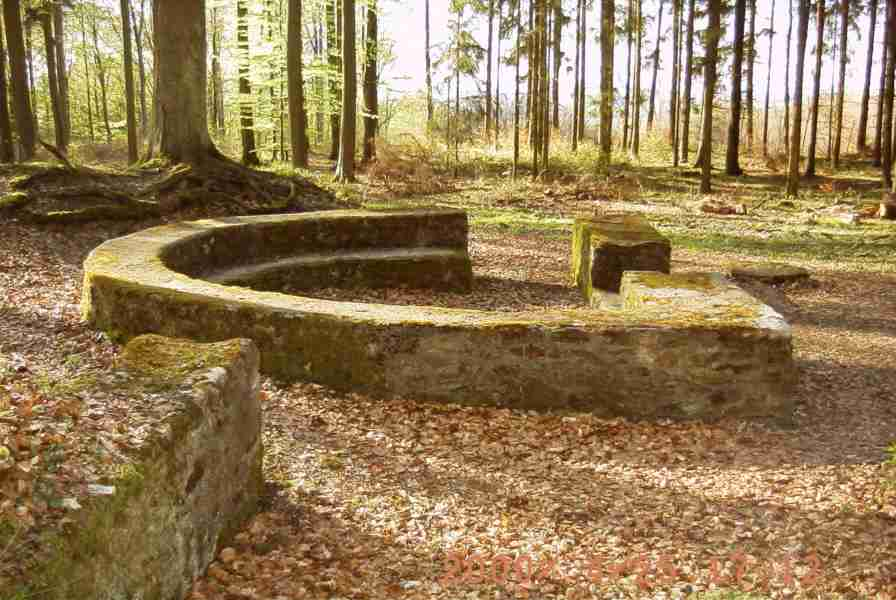
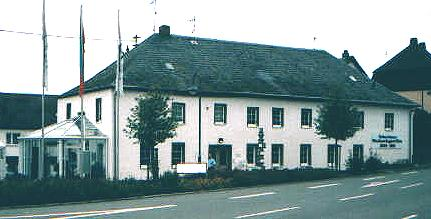